# 356863 Maathai
356863 Maathai è un asteroide della fascia principale. Scoperto nel 2010, presenta un'orbita caratterizzata da un semiasse maggiore pari a 3,9470383 UA e da un'eccentricità di 0,1093162, inclinata di 3,91731° rispetto all'eclittica.